# Lake Luzerne-Hadley
Lake Luzerne-Hadley era un lugar designado por el censo (en inglés, census-designated place, CDP) de los condados de Saratoga y Warren, estado de Nueva York, Estados Unidos. Según el censo de 2000, en ese momento tenía una población de 2240 habitantes.
Para el censo de 2010, la zona fue redelineada en dos lugares designados por el censo separados: Lake Luzerne y Hadley.

## Geografía
Estaba ubicado en las coordenadas 43°18′57″N 73°50′10″O / 43.31583, -73.83611.

## Demografía
Según el censo de 2000, en ese momento los ingresos medios de los hogares eran de $34,922 y los ingresos medios de las familias eran de $38,153. Los hombres tenían ingresos medios por $31,875 frente a los $19,444 que percibían las mujeres. Los ingresos per cápita eran de $15,979. Alrededor del 11.9% de la población estaba por debajo de la línea de pobreza.